# Rotori controrotanti Flettner

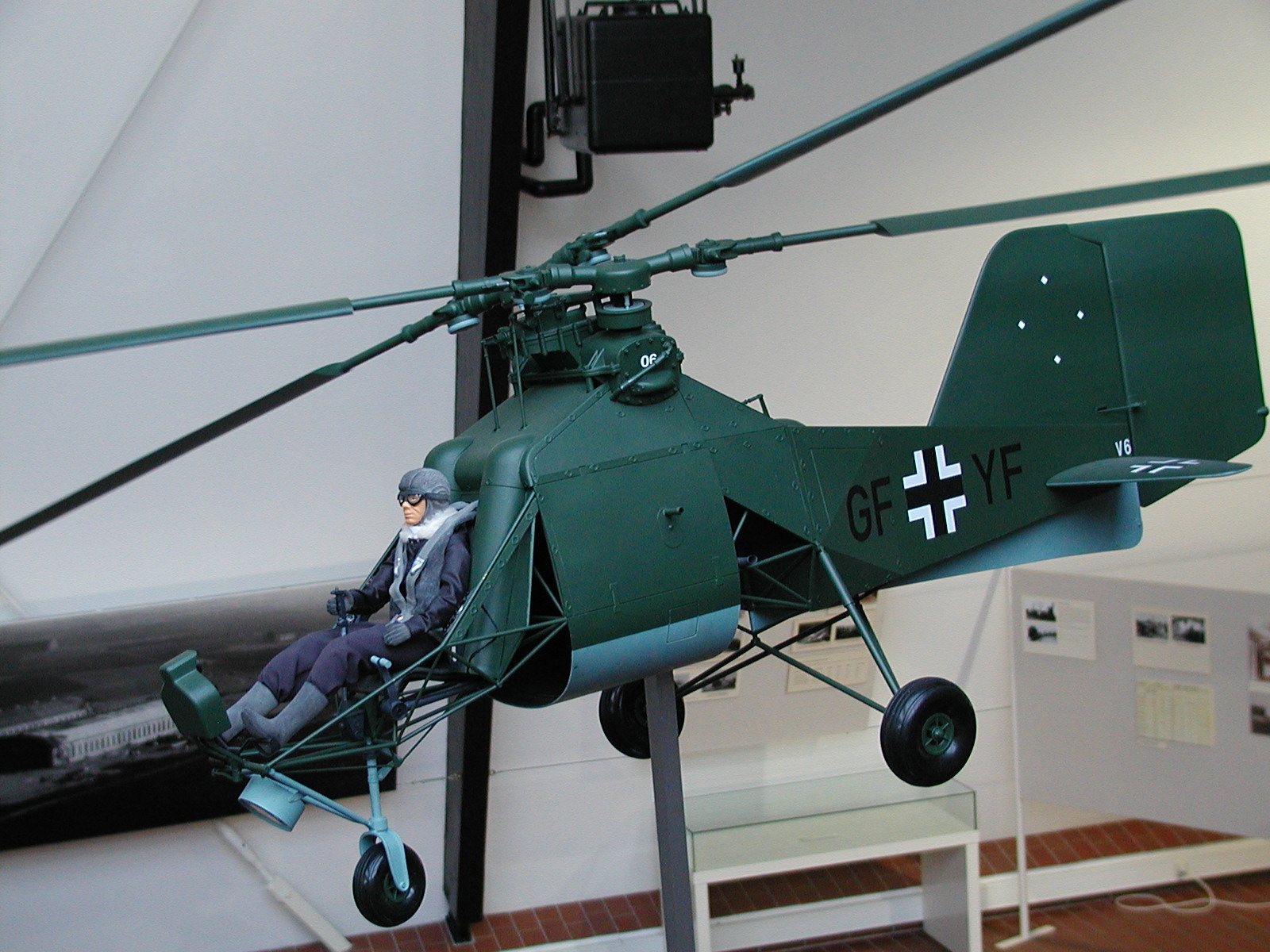
Flettner Fl 282

I rotori controrotanti Flettner o rotori controrotanti intersecanti sono una tecnica costruttiva di elicotteri, dove vengono utilizzati due rotori non coassiali, né in tandem, al posto del rotore principale e del rotore di coda. La tecnica venne ideata dal tedesco Anton Flettner dal quale prende il nome di principio Flettner.
Il doppio rotore controrotante Flettner non va confuso con il rotore Flettner utilizzato in altri ambiti ingegneristici, come quello navale, ove sfrutta l'effetto Magnus.

## Storia
Il primo esemplare costruito e funzionante fu il Flettner Fl 265, pilotato dal Cap. Richard Perlia nel maggio 1939. Seguì il modello Flettner Fl 282, pilotato da Ludwig Hofmann il 31 ottobre 1941.

## Costruzione

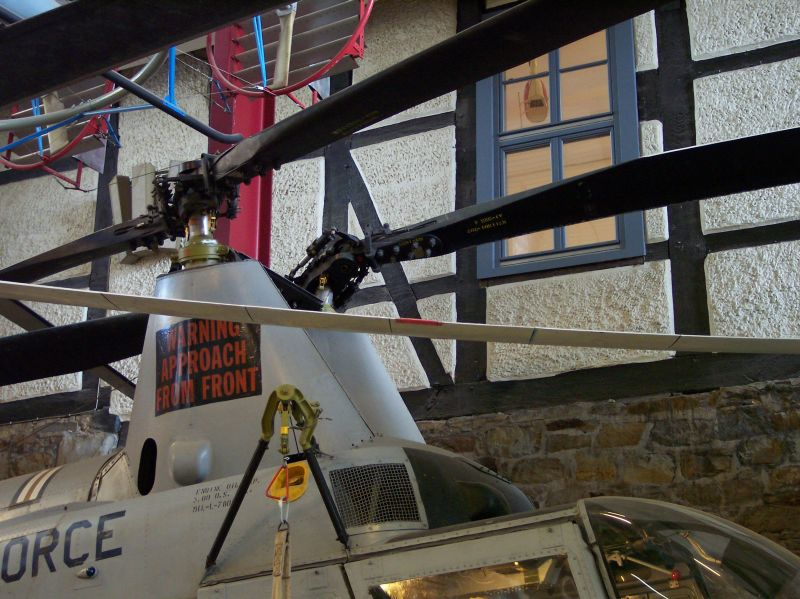
Rotore doppio Flettner in dettaglio

I rotori intersecantisi girano in direzioni opposte e presentano un angolo di sfasamento dall'altro, questo evita la collisione delle pale. I rotori intersecantisi permettono alta stabilità e ottime capacità di sollevamento.

## Controllo

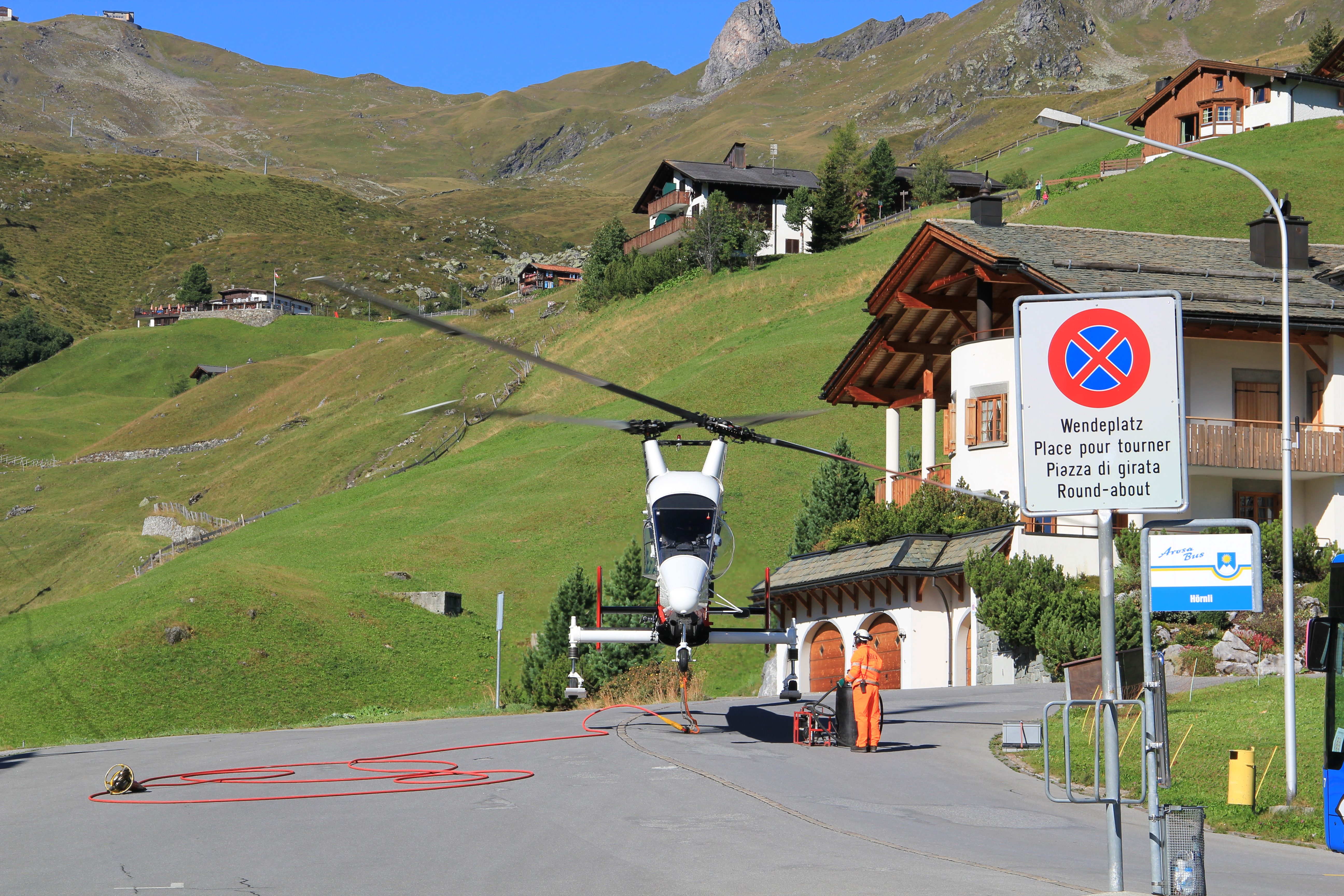
Kaman K-1200 K-Max in vista frontale, si nota la forma a "V" degli assi dei rotori

Il controllo avviene sul ciclico e collettivo dei rotori, e in alcuni modelli attraverso l'uso di un compensatore sviluppato da Flettner, il compensatore Flettner, presente a circa 3/4 della distanza dall'estremità della pala, cambia l'angolo di incidenza.

## Elicotteri volanti con tecnica Flettner
- Flettner Fl 265
- Flettner Fl 282
- Kaman K 225
- Kellett XR-8
- Kellett XR-10
- Kaman HH-43 Huskie
- Kaman K-Max